# برنهارد كريستنسن
برنهارد كريستنسن (بالدنماركية: Bernhard Christensen)‏ هو عازف الأرغن وملحن دنماركي، ولد في 9 مارس 1906 في كوبنهاغن في الدنمارك، وتوفي في 20 مارس 2004 في Hareskovby ‏ في الدنمارك.

## وصلات خارجية
- برنهارد كريستنسن على موقع IMDb (الإنجليزية)
- برنهارد كريستنسن على موقع ميوزك برينز (الإنجليزية)
- برنهارد كريستنسن على موقع ديسكوغز (الإنجليزية)
- برنهارد كريستنسن على موقع قاعدة بيانات الفيلم (الإنجليزية)
- برنهارد كريستنسن على موقع كينوبويسك (الروسية)